# روضة الأمير حمزة (المفرق)
روضة الأمير حمزة منطقة سكنية تقع في لواء البادية الشمالية، محافظة المفرق في الأردن. تنتمي المنطقة لقضاء الصالحية الذي يضم 17 منطقة. يقدر عدد سكانها بـ 2207 نسمة حسب إحصاء 2015.

## الوصلات الخارجية
- دائرة الاحصاءات العامة